# Leucochrysa (Nodita) antica
Leucochrysa (Nodita) antica is een insect uit de familie van de gaasvliegen (Chrysopidae), die tot de orde netvleugeligen (Neuroptera) behoort. 
Leucochrysa (Nodita) antica is voor het eerst wetenschappelijk beschreven door Navás in 1913.